# Кидуш
Кидуш (хебр. קידוש, светковање) потиче од јеврејске речи кадош, које значи свето, и даје се превести са светковањем, благословом и слично.

## Кидуш у суботи
Кидуш је посебно повезан са сабатом и другим јеврејским празницима. Над чаши вином (кидуш-пехар) изговара се посебан благослов да би се подвукла светиња дана. Поменути благослов назива се онда кидушом, тумачење се води од 2 Мој. 20, 8: „Сећај се дана одмора да га светкујеш“.

## Кидуш хашем
Такође посебно значење реч кидуш добија у вези са чврстим држањем вере: ако Јеврејин би убијен због своје религије, говори се о кидуш хашем (светковање имена), умирење за славу Божију. Са чврстим држањем вере, човек показује да му је Бог свет, види хришћански адекват мученика.